# Guang'an
Guang'an, tidigare romaniserat Kwangan, är en stad på prefekturnivå i Sichuan-provinsen, Folkrepubliken Kina. Den ligger omkring 250 kilometer öster om provinshuvudstaden Chengdu.
Deng Xiaopings födelseplats, den lilla byn Paifang cun är belägen i prefekturen.

## Administrativ indelning
Guang'an består av två stadsdistrikt, en stad på häradsnivå och tre härad:
- Stadsdistriktet Guang'an - 广安区 Guǎng'ān qū ;
- Stadsdistriktet Qianfeng - 前锋区 Qiánfēng qū ;
- Staden Huaying - 华蓥市 Huāyíng shì ;
- Häradet Yuechi - 岳池县 Yuèchí xiàn ;
- Häradet Wusheng - 武胜县 Wǔshēng xiàn ;
- Häradet Linshui - 邻水县 Línshuǐ xiàn.

## Klimat
Genomsnittlig årsnederbörd är 1 445 millimeter. Den regnigaste månaden är september, med i genomsnitt 264 mm nederbörd, och den torraste är december, med 13 mm nederbörd.